# Crenans
Crenans é uma comuna francesa na região administrativa de Borgonha-Franco-Condado, no departamento de Jura. Estende-se por uma área de 8,82 km². Em 2010 a comuna tinha 242 habitantes (densidade: 27,4 hab./km²).